# Úbrež
Úbrež je obec v okrese Sobrance na Slovensku. Leží v podvihorlatské pahorkatině. Území obce má rozlohu 1 716 ha , z toho 739 ha polí, 48 ha pastvin, 28 ha vinic. Intravilán obce má rozlohu 586 ha. Území obce je odlesněno, jen v severní části jsou listnaté lesy; je zde obora Karna o výměře 370,31 ha pro chov daňčí a černé zvěře.

## Historie
První písemná zmínka o obci pochází z roku 1337, kdy si jedna větev šlechticů z Michalovců rozdělila část vesnic panství Michalovce a dělba se vztahovala i na vesnici Úbrež. Název obce je zaznamenán v podobě Jezenew seu Obres. Při sčítání obyvatel v roce 1828 bylo v Úbřeži 103 domů a 709 obyvatel. V roce 1869 žilo v obci 803 obyvatel a počet narůstal až do roku 1900, kdy Úbřež dosáhla svého historického maxima - 1025 obyvatel. Byla to také zásluha 18 českých rodin, které se do obce přistěhovaly v 19. století. Do roku 1918 byla obec součástí Užhorodské stolice (Užské župy) Uherska. Ve 20. století počet obyvatel postupně klesal až do roku 1991, kdy dosáhl svého historického minima v éře sčítání obyvatelstva, a to 577 obyvatel. Pokles začátkem 20. století byl zapříčiněn vystěhovalectvím zejména do USA, částečně i 1. světovou válkou a epidemií španělské chřipky v říjnu a listopadu 1918, na kterou zemřelo 14 obyvatel obce. Během 2. světové války byli z obce deportováni Židé, kterých zde za 1. ČSR žilo 8 rodin. Po válce se vystěhovalo do českého pohraničí 8 rodin, přesně 47 obyvatel. Z obce odcházeli zejména mladí vzdělaní lidé, kteří nenacházeli v Úbřeži a blízkém okolí uplatnění. Po roce 1991 počet obyvatel opět stoupl z důvodu přistěhování nových romských rodin do opuštěných domů. Po komunálních volbách v roce 2018 bylo z 819 obyvatel obce 523 Romů, což představovalo 63,86 % obyvatel.

## Církevní stavby
- Řeckokatolický kostel Sestoupení sv. Ducha – jednoloďová klasicistní stavba z roku 1854 s půlkruhovým zakončením presbytáře a věží tvořící součást její hmoty, Úpravami prošel po požáru v roce 1900.[6]
- Římskokatolický kostel sv. Štěpána krále, jednolodní neoklasicistní stavba z roku 1863 s půlkruhovým ukončením presbytáře a věží tvořící součást její hmoty, Úpravami prošel po požáru v roce 1898 a v roce 1959.[7]

## Osobnosti
- Štefan Alušík, vedoucí katedry Institutu postgraduálního vzdělávání ve zdravotnictví[8]
- Ľubomíra Kaminská, archeoložka